# پاولوواتس (توپولا)
پاولوواتس (به صربی: Pavlovac) یک منطقهٔ مسکونی در صربستان است که در توپولا واقع شده‌است. پاولوواتس ۵۵ نفر جمعیت دارد.